# Анагайм Дакс
«Анагайм Дакс» (англ. Anaheim Ducks, «Качки з Анагайма»), раніш: «Майті Дакс ов Анагайм» (англ. Mighty Ducks of Anaheim, «Могутні Качки з Анагайма») — професійний хокейний клуб Тихоокеанського дивізіону Західної конференції Національної хокейної ліги з міста Анагайм, штат Каліфорнія, США, який засновано у 1993 році компанією Уолта Діснея. Найкращим його досягненням (під первісною назвою) був вихід у фінал Кубку Стенлі у сезоні 2002—2003, а в 2004 році зі зміною власника, фірми, логотипу та складу, — команда стала найсильнішою у сезоні 2006—2007 та виборола Кубок Стенлі у серії з «Оттава Сенаторс» 4:1.

## Історія

### 1993—2004: Діснеївський період
У 1992 році голова корпорації «Дісней» Майкл Ейснер вирішив створити команду НХЛ в Анагаймі: тоді в місті було збудовано новий стадіон вартістю 103 млн. доларів, який часто простоював, тому що в місті не було постійних «жителів». З розмов із господарем «Лос-Анджелес Кінгс» Брюсом Макнеллом Ейснер переконався, що НХЛ буде не проти розширення ліги на заході США. Так і сталося: новий комісар ліги Гаррі Беттмен підтримав ідею, — і Ейснер став власником хокейного клубу, сплативши 50 млн доларів.
З назвою для клубу проблем не було: роком раніше студія «Дісней» випустила фільм «Могутні Качки» (англ. «Mighty Ducks») про дитячу хокейну команду з Міннесоти, який зібрав 50 мільйонів доларів лише в Північній Америці. Ейснер скористався популярністю фільму серед американців — і не помилився: клуб НХЛ із назвою «Майті Дакс» із першого дня існування отримав мільйони прихильників, а джемпери команди стали одними з найпопулярніших у вболівальників.
Першим сезоном у НХЛ для «Майті Дакс» став сезон 1993—1994 років. Незважаючи на зусилля тренера Рона Уілсона та на цілу плеяду видатних гравців, отриманих під час драфту розширення, «Качки», хоч і мали непогані шанси, — так і не потрапили в плей-оф.

Пол Карія, легендарний капітан «Майті Дакс ов Анагайм», який грав під 9 номером з 1993 по 2003 роки.

У наступному, скороченому сезоні 1994-1995, «Анагайм» вибув із боротьби за місце у вісімці найкращих команд західної конференції за дві гри до кінця регулярного чемпіонату. Саме того року в складі клубу дебютували нападник Пол Карія та атакувальний захисник Олег Твердовський — ці, як на той час, були досить відомими гравцями.
Сезон 1995—1996 приніс команді нову зірку — Теему Селянне, «Фінський спалах», як його прозивали. Гравця отримали за Твердовського у «Вінніпег Джетс» (з 1996 року — «Фінікс Койотс»). Зв'язка Карія-Селянне стала однією з найвдаліших у лізі — та кожного матчу набирала більше одного очка. Команда закінчила сезон з 78 очками (стільки ж було у «Вінніпеґу», проте у канадського клубу було більше перемог), та Анагайм залишився на дев'ятому місці у своїй конференції й знову залишився поза плей-оф.
Нарешті, сезон 1997 року дозволив «Анагайму» пройти далі. Набравши 85 очок у 82 іграх, команда зіштовхнулася в першому раунді з «Фініксом». Прекрасна гра голкіпера Гі Ебера та віртуозна гра Пола Карії з Теєму Селянне допомогли «Майті Дакс» здобути перемогу в 7 іграх. «Детройт Ред Вінгс» уже їх чекали — та, на жаль, у другому матчі Ебера травмовано і місце у воротах зайняв Михайло Шталенков. Завдяки як і надійній грі останнього, так і відчайдушній грі всієї команди, у трьох поєдинках проводилися овертайми та удача відвернулася від Анагайму, — і «Детройт» виграв серію — 4:0

Теему Селянне, один з найкращих гравців за всю історію команди, та один з найтитулованіших гравців НХЛ.

Успіх сезону 1996—1997 призвів до поганих наслідків: через проблеми при обговоренні нового контракту команду залишив тренер Рон Вілсон, а з тієї ж причини Пол Карія страйкував більшу частину сезону 1997-1998. Повернення Карії було ненадовго — після сильного удару ключкою захисника «Чикаго Блекгокс» Гері Сутера, Пол отримав сильний струс мозку та не зміг відновитися аж до кінця сезону. Теєму Селянне взяв гру на себе, проте так і не зміг витягти команду до плей-оф, а тренера П'єра Паже було звільнено після річної роботи з командою.
У сезоні 1998-1999 Пол Карія відновив свою колишню форму; Теему Селянне, як і раніше був одним із найкращих бомбардирів НХЛ. Старшим тренером став Крейг Гартсбург, і «Майті Дакс» удруге пробилися до плей-оф. Проте команда нічого не змогла зробити проти «Детройту» — і знову програла в першому колі після чотирьох матчів.
Сезон 1999—2000 став, мабуть, одним із найгірших для фанів команди: посилившись перед початком сезону росіянином Твердовським і чехом Коном, команда мала спокійно пройти до розіграшу кубку Стенлі. На жаль цього не відбулося, дарма що Олег показав гарну результативну гру, яку від нього й очікували.
Протягом наступних двох років ситуація вкрай погіршилася — і «Дакс» навіть обміняли Селянне до «Сан-Хосе Шаркс» у березні 2001 року.
Справи покращали аж у сезоні 2002—2003, коли генеральним менеджером став Браян Мюррей, а головним тренером — Майк Бебкок. До сезону та протягом сезону «Майті Дакс» отримували нових гравців, як-от ветерани Сандіс Озоліньш, Адам Оутс, Петер Сікора та Стів Томас, що відразу позначилося на грі. Встановлено і новий рекорд — 95 очок у регулярному чемпіонаті. У плей-оф «Качки» здивували всіх, залишившись за крок до перемоги, але програвши «Нью-Джерсі Девілс» у семи матчах. Найбільший внесок зробив голкіпер команди Жан-Себастьян Жигер, який показав прекрасну гру проти «Детройту», «Далласу» та «Міннесоти». За свої подвиги воротар отримав приз найкращого гравця плей-оф.
У сезоні 2003-2004 «Дакс» не змогли продовжити свій успіх: сезон став сезоном зневіреності. На початку липня 2003 року команду залишив її багаторічний капітан Пол Карія, відмовившись підписувати новий контракт з «Майті Дакс» — і перейшов до «Колорадо», хоча і на меншу зарплату. Через декілька тижнів керівництво знайшло йому заміну в особі досвідченого Сергія Федорова, хоч і цей не зміг швидко влитися в гру команди, ще одним поповненням клубу став Мартін Шкоула якого виміняли в «Колорадо Аваланш», взамін до «лавин» відправився захисник Курт Зауер, а герой плей-оф 2003 року Жігер провів свій найгірший сезон у кар'єрі. Усе це призвело до 22-го місця в регулярному чемпіонаті НХЛ.

### 2004—зараз: Самуелівське піднесення

Генрі та Сьюзен Самуеллі, нові власники «Анахайм Дакс», за яких клуб виграв Кубок Стенлі.

Сезон 2005—2006 став періодом змін: у «Майті Дакс» змінилося керівництво — новими власниками клубу стало подружжя Генрі та Сьюзен Самуеллі, генеральним менеджером Браян Бурк, старшим тренером Ренді Карлайл. Також з'явилася нова назва «Анагайм Дакс», форма, логотип та новий лідер — Скотт Нідермаєр, найкращий захисник НХЛ 2004 року. Останній, маючи статус вільного агента, пішов з «Нью-Джерсі», підписавши з «Дакс» контаркт на 4 роки на суму 27 мільйонів доларів. Під час чемпіонату, Бурк роздавав гравців направо і наліво. Команду залишили Сергій Федоров, Петер Сікора, Сандіс Озоліньш, а на перші місця вийшла дуже перспективна молодь: Джофрі Лупул, Енді Макдональд, Раєн Гецлаф і ветеран Селянне, що повернувся до команди. Завдяки змінам «Качки» досягли плей-оф, а далі й фіналу, де й виграли свій перший Кубок Стенлі. Під час плей-оф прекрасно проявив себе російський голкіпер Ілля Бризгалов, який на деякий час відібрав позиції у Жиґера.

#### Кубок Стенлі 2006—2007
3 липня 2006 року керівництво обміняло у першому раунді драфту молодого снайпера Джоффрі Лупула на перспективного захисника Ладіслава Сміда. Проте він був обміняний на зіркового захисника «Едмонтон Ойлерс» Кріса Пронгера, оскільки перший подав заяву раніше і публічно запросив обміну, мотивуючи це особистими причинами: його жінка не зможе проживати у Едмонтоні.
«Качки» почали сезон дуже жваво і з жагою до перемоги. Так, наприклад, 9 листопада на домашній арені було розгромлено «Ванкувер» 6:0 та встановлено рекорд 12-0-4 (12 ігор виграно та 4 нічиї). Стало це рекордом НХЛ для перших стартових 16 матчів, що й затьмарило рекорд встановлений Едмонтоном у сезоні 1983—1984. Проте, наступного дня рекордна серія була завершена у Калгарі, де «Анагайм» програв 0:3 Флеймс. 12 грудня «Качки» нанесли поразку «Флориді» 5:4. Таким чином було встановлено новий рекорд у 6 виїзних перемог поспіль. Тією ж ніччю було встановлено ще один рекорд: 24-3-6 — із 54 очками. Досі жодна команда, яка зіграла 33 гри не завершувала цей етап з 54 очками, починаючи з 1979 року («Філадельфія Флайєрс»). Наступної ночі перемога над «Атланта Трешерс», яка встановила новий рекорд для виїзних ігор 12-1-2, набравши таким чином 26 пунктів. Попередній рекорд належить «Детройту» у сезоні 1951—1952 10-0-5 (25 очок).

Анагайм Дакс з довгоочікуваним Кубком Стенлі 6 липня 2007 року після перемоги над «Оттавою Сенаторс» з рахунком 6-2.

16 січня 2007 «Качки» зіграли свій 1000-й матч, а 11 березня, перемігши Ванкувер 4-2 отримали свій 1000-й пункт, поліпшивши результат до 423—444-155 та 1001 очко. 7 квітня «Качки» вперше виграли у Тихоокеанському дивізіоні, оскільки «Ванкувер» переміг «Сан-Хосе Шаркс». У той же день «Анахайм» грав свою останню гру сезону 2006—2007 з «Колумбус Блю-Джекетс». Перемога «Качок» та 110 пунктів — четвертий рекорд у лізі після «Баффало», «Детройту» та «Нешвіллу». Незважаючи на 3 перемоги менше ніж «Нешвілл», «Качки» зайняли 2-ге місце в Західній конференції.
У першому колі ігор плей-оф Качки перемогли «Мінненсоту» з рахунком 4:1 у серіях. Далі були «Ванкувер», який подолано з тим же рахунком 4:1. У фіналі Західної конференції «Качкам» знову протистояв «Детройт». Перемога за «Анагаймом» з рахунком 4:2 у серії. 22 травня, перемігши «Детройт», «Качки» здобули звання чемпіона Західної конференції вдруге; одночасно вони починають фінальну серію з «Оттавою». А 6 липня 2007 року перемога над Оттавою 6-2 принесла Анагайму довгоочікуваний Кубок Стенлі: «Качки» стали першою командою з Каліфорнії, яка отримала Кубок, починаючи з 1925 року, коли це зробили «Вікторія Кугарс».
Вирішальні ігри «Качок» відбувалися з багатьма суперечками та гравці команди часто знаходилися у штрафному боксі. Так, наприклад, Кріс Пронгер двічі перебував на лаві штрафників за фоли проти Томаса Гольмстрема («Детройт») та Дейна Макеммонда («Оттава»). Бред Мей був вилученим на дві гри у серії проти «Міннесоти» за удар кулаком Кіма Джонсона без причини. «Качок» критикували частіше за грубий стиль гри та за багато порушень.
Після перемоги два ветерани команди — Скотт Нідермайєр та Теему Селянне — почали думати про вихід зі спорту. Внаслідок таких думок Бурк став активним на ринку Вільних Агентів — та підписав дворічний контракт із гравцями захисником Метью Шнайдером та крайнім правим нападником Тоддом Бертуцці, щоб замінити Теему Селянне та Скотта Нідермайєра, — у випадку звільнення останніх двох. Також підписано контракт з резервним захисником Джо ДіПентою, на випадок звільнення Бреда Мейя.

#### Захист титулу: 2007—2008

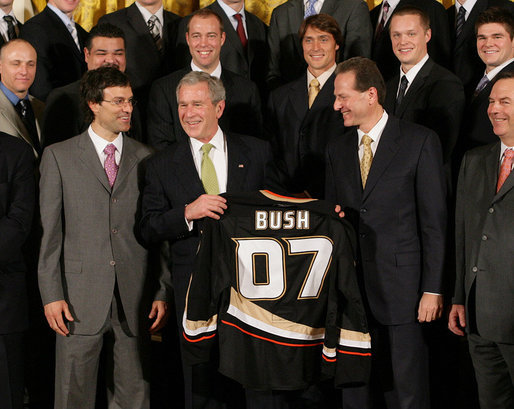
Команда у Білому домі вручає Джорджу Бушу форму.

Підготовку до нового сезону «Качки» почали у Лондоні, де провели дві гри проти Лос-Анджелес Кінгс. Ігри відбувалися без Скота Нідермайєра та Теєму Селянне, які вирішували чи продовжувати їхню кар'єру, а також без травмованих Семюеля Полсона та Жана-Себастьяна Жигера. Вперше команда побачила свої імена на Кубку Стенлі з Біг-Беном на фоні. Вони зіграли обидві гри унічию та провели декілька матчів на східному узбережжі, після чого повернулися додому. 10 жовтня у матчі проти «Бостон Брюїнс» «Качки» підняли вгору банери переможців Тихоокеанського дивізіону, Західної конференції та Кубку Стенлі. Хоча Селянне та Нідермайєр були присутні, воли ще не вирішили своє майбутнє. На початку сезону вони зробили невеличкий обмін. Голкіпера Іллю Бризгалова відпустили у вільні агенти, звідки його взяли до Фінікс Койотс.
Ситуація щодо Скотта Нідермайєра прояснилася, коли головний менеджер Брваян Бурк повідомив на прес-конференції у перерві грі між «Качками» та «Баффало Сейбрс» 5 грудня 2007 року, що захисник проведе гру. 14 грудня став визначним днем в історії команди, коли Бурк обміняв крайнього нападника Енді Макдональда до Сант-Люїс Блюз на Доджа Вейта, Міхаеля Барнера та на гравця із 7-го кола драфту, для того щоб вирішити проблеми із заробітною платою. Такий крок приніс різні відгуки як від вболівальників, так і від самих гравців. 16 грудня Нідермайєр повернувся до команди. Справи команди одразу пішли в гору і команда опинилася у зоні плей-оф Західної конференції. Для участі у грі всіх зірок обрали Раєна Гецлафа та Кріса Пронгера. пізніше Корі Перрі та Скотт Нідермайєр були запрошені як заміна травмованим гравцям. Це був рекорд клубу за участю гравців у грі всіх зірок.
Добрі новини покращили настрій у команді, коли 28 січня Теєму Селянне підписав з клубом контакт на 1 рік. Це означало, що як мінімум до кінця сезону 2007-08 гравець проведе з командою. Качки виграли 9 з 10 виїзних ігор поспіль разом з «фінським спалахом». в останні дні обміну команда виміняла захисників Марка-Ендрю Бержерона у Нью-Йорк Айлендерс та Ж. С. Ебіна у Лос-Анджелес Кінгс. На одній з останніх ігор у регулярному сезоні Кріс Пронгер зазнав травми ноги під час матчу проти Ванкувер Канакс. За підсумками сезону «Качки» зайняли 4 місце у Західній Конференції та пройшли до першого раунду плей-оф, де зустрілися з «Даллас Старс». Сильнішими виявилися «Старс», які 20 квітня 2008 року оформили перемогу у серії з рахунком 2-4.

## Кольори

### Логотипи

Перше лого клубу.

Логотип клубу має вигляд перетинкової лапи у вигляді латинської літери «D» та заголовними літерами, які продовжують слово «Ducks». Власне текст золотавого кольору (іноді проявляється як бронза) з жовтогарячими та чорними акцентами (формуючи таким чином тривимірне зображення). Повний фірмовий знак виконано на білому фоні. Назва міста Анагайм виконана зменшеними великими літерами над словом «Ducks». «Качки» — одна з трьох команд, що зображує на своїй формі (джерсі) назву клубу, а не його логотип. Інші два клуби — «Нью-Йорк Рейнджерс» та «Вашингтон Кепіталс». Це стосується як домашньої форми, так і виїзної.
Старе лого клубу являє собою стару воротарську маску, виконану у каченячому стилі, що вказує на назву команди. Позаду неї дві ключки, що перетинаються, чорне коло та трикутник зеленого (на домашній формі), чи сірого кольору для виїзного джерсі. Маска на лого — це маска талісману команди Дикого Крила, героя мультфільму «The Mighty Ducks».

### Форма
Офіційно «Качки» мали дві регулярні форми та три альтернативні

#### Форма «Майті Дакс ов Анагайм»

Форма «Майті Дакс ов Анагайм»: 1993—2006.

Оригінальна форма клубу складалася із нефритового (жовто-зелений), темно-фіолетового, білого та сірого кольорів для двох видів форми (домашня та на виїзді). Темні джерсі в основному були темно-фіолетового кольору з білими стрічками по діагоналі на рукавах і талії. За білими смугами знаходилися ділянки нефритового кольору. Домашня форма відрізнялася тим, що замість фіолетового кольору був білий, а білі стрічки замінювалися на чорний. В центрі розміщувався логотип клубу. На плечах розміщувався логотип у вигляді «каченячої маски» та текстом «Mighty Ducks of Anaheim».

#### Джерсі «Анагайм Дакс»

Джерсі «Анахайм Дакс»: 2006—2007.

Через рік після того, як клуб викупили у стідії Уолта Діснея, Брайн Бурк опустив слово «Майті», оскільки типовий вболівальник говорив назву команди «Майті Дакс», а також носив джерсі. Дизайн нової форми Бурк позичив у Військової Академії США. На новій формі фіолетовий колір замінили на чорний на рукавах та талії три стрічки золотавого, білого та жовтогарячого кольору, а далі — чорний колір. На домашньому джерсі чорний колір на більшій частині замінено на білий. Золотавий та жовтогарячий колір пояснюється тим, що Анагайм розміщений в Оранж-каунті (Жовтогаряче графство) і такі кольори — данина цьому районові.
Качки — не єдина команда з Південної Каліфорнії, яка виграла приз та змінила форму. «Анахайм Енджелс» виграли 2002 Ворлд Серіас та змінили форму на червоно-білі кольори.

#### Форма сезону 2007—2008

Джерсі «Анахайм Дакс» сезону 2007—2008.

У сезоні 2007—2008 команда змінила форму, як і всі інші клуби НХЛ. Це покращена модель старої — Rbk Edge, яка не сильно від неї відрізнялася. Додано емблему НХЛ під комірцем. Для цього сезону альтернативну форму не вводили. Зараз ходять чутки, але не підтверджені, що для сезону 2008—2009 команда зробить третє джерсі.

#### Альтернативна форма
Альтернативна форма (третє джерсі) були створені у 1995, 1997 та 2001 роках. Форма 1995 року була нефритового з фіолетовим кольору, з білими смугами на комірці та рукавах. Фірмовий знак був талісман команди Дике Крило, який носив футболку «Майті Дакс» та пробивався через лід. Ця форма була недовгою, через велику кількість критики її зняли наприкінці 1996 року.
Друга альтернатива, яка була представлена 1997 року, нагадувала основну форму «Майті Дакс ов Анагайм». Вона мала ті ж кольори, проте порядок елементів був дещо змінений. Набір кольорів стандартний: нефритовий, фіолетовий та білий. На темному джерсі більшу частину займав нефритовий колір, вище грудей починалася широка смуга з фіолетового кольору. Внизу розміщувалася фіолетова стрічка. На світлому варіанті зелений колір замінено білим, фіолетовий — нефритовим, а на рукавах між смугами фіолетовими ділянки жовто-зеленого кольору. На грудях у обох видів форми розміщувався логотип. Незважаючи на вдаліший варіант форми, він був знятий.
| Альтернативна форма 1995-96 | Альтернативна форма 1997-2000, темна 1997-2001, біла | Альтернативна форма 2003-2006 |
| --------------------------- | ---------------------------------------------------- | ----------------------------- |
|                             |                                                      |                               |

Третій варіант, випущений у 2003 році став дуже популярним серед вболівальників. Команда носила цю форму весь кінець сезону 2005—2006 і планувала й далі, проте зі зміною керівництва змінилася форма, яка стала основною. Ця альтернатива була чорного кольору з фіолетовими стрічками на рукавах (на них вказано номер гравця) та внизу. Вони окантовані білими стрічками. На грудях альтернативний знак, а на плечі скорочення «MD» («Майті Дакс»).

### Талісман
Талісман «Анагайм Дакс» обраний самими вболівальниками: качка з іменем Дике Крило, наділена людськими якостями та одягнена в джерсі команди під номером 93 (рік заснування клубу), стала талісманом починаючи ще зі стартового сезону. Зовнішність Дикого Крила схожа на маску зі старого логотипу, а ім'я талісману також використовується для лідера «Качок», Вайлдвінг Флешблейд, у Діснеївському мільтфільмі «Майті Дакс».
Зазвичай перед матчем образ Дикого Крила спускають на арену — та через нього виходить команда. Одного разу, спускаючи його, механізм заклинило — і він провисів на висоті 50 метрів декілька хвилин. Сталося і таке: Дике Крило мав стрибнути через «вогняний мур», проте оператор поставив образ прямо у вогонь. Оскільки Дике Крило користується великим попитом у вболівальників, ідея про зміну талісману, коли команда зазнавала була змін, було відхилено — самі вболівальники які подали петицію проти будь-яких змін.

## Протистояння

### Лос-Анджелес Кінгс
Змагання між «Анагайм Дакс» та «Лос-Анджелес Кінгс» проходили в Оранж-Каунті. Обидва міста (Лос-Анджелес і Анагайм) знаходяться в одній міській зоні, тому і поділяють телевізійний ринок на двох. Змагання почалися з року засновання «Анагайм Дакс» — 1993 і тривають до сих пір. Окрім сезону 2006—2007 «Кінгс» та «Дакс» ніколи не зустрічалися у плей-оф.
Протягом регулярного сезону (іноді перед сезоном), фани «Кінгс» прибувають до Хонда-центр під час виїзних матчів проти Дакс, і навпаки: фани дакс прибувають до Стейплс-центр. Кожний гол, забитий будь-якою з двох команд відзначається так голосно, нібито шайбу закинула команда-господар. Пісні-кричалки на підтримку команд співаються обома групами уболівальників (як для улюбленої так і для гостей). Ігри між командами мають силовий характер, що призводить до бійок. Змагання було продемонстровано у Лондоні, що їх влаштувала НХЛ на початку сезону 2007—2008. Його прозвали «автострадою».

### Детройт Ред-Вінгс
Змагання з Детройт Ред-Вінгс розпочалися через роки, оскільки саме ця команда найчастіше зустрічалася з Дакс у плей-оф.
Почалося змагання під час плей-оф 1997 року, коли обидві команди зустрілися у півфіналі Західної конференції. Детройт виграв серію з рахунком 0-4, хоча три гри закінчувалися в овертаймі. У плей-оф 1999 року «Ред-Вінгс» вибили «Дакс» на стадії чвертьфіналу конференції з тим же рахунком 0-4, але вже впевненіше.
Команди не зустрічалися у плей-оф аж до 2003 року. Тоді «Ред-Вінгс» були найкращою командою НХЛ, та захищали Кубок Стенлі, який здобули у сезоні 1997—1998. Цього разу «Дакс» шокували весь хокейний світ, вигравши у чвертьфіналі конференції «Детройт» з рахунком 4-0.
У фіналі Західної конференції 2007 року «Дакс» програвали 2-1, до того ж Кріс Пронгер був вилучений на одну гру за грубий фол проти Томаса Гольмстрема у третій грі. Проте, «Качки» змогли здобути таку важливу перемогу у четвертій грі з рахунком 5-3. У п'ятому матчі «Дакс» домінували на майданчику 59 хвилин з рахунком 1-0, Детройт вичекав останню хвилину, і коли супротивник був повністю вимотаний, змогли забити вирішальний гол та надіслати гру до овертайму, де Теему Селянне забив вирішальний гол. Це дозволило дотиснути «Ред Вінгс» у шостій грі та виграти серію з рахунком 4-2.
Інші фактори, що сприяли змаганням, було підписання контрактів з вільними агентами, які пішли з «Детройту»: Федоров у 2003, Метью Шнайдер і Тодд Бертуцці у 2007. Кріс Пронгер, якого у «Детройті» розглядали як спортивного злодія ще з часів його гри у Сент-Луїс Блюз, ще більше загострювало протистояння двох сильних команд Західної конференції.

### Едмонтон Ойлерс
Це протистояння виникло у 2006 році. Тоді у фіналі Західної конференції восьмі сіяні Едмонтон Ойлерс, ще з Крісом Пронґером, переграли шостих «Дакс» з рахунком 1-4.
Саме тоді керівництво зрозуміло, що команда потребує сильного захисника, щоб змагатися за Кубок Стенлі. І 3 липня 2006 року «Качки» обміняли юного снайпера Джоффрі Лупула, Ладіслава Сміда та гравця першого кола драфту, на Кріса Пронгера. Анагайм мали домовленість з керівництвом Ойлерс ще під час плей-оф 2006. Разом з Пронгером «Дакс» досягли успіху і взяли Кубок Стенлі, у той час як «Ойлерс» навіть не потрапили до зони плей-оф. Згодом «Нафтовики» обміняли Лупула до Філадельфії, і залишили лише Сміда і драфтового гравця. Після перемоги у плей-оф, Дастін Пеннер був викуплений до «Ойлерс».
Для того щоб отримати Пеннера, Нафтовики провели серйозну кампанію. Головний менеджер Анагайм Дакс, Браян Бурк, назвав цей перехід «боязким», і стверджував, що головний менеджер Едмонтону, Кевін Лоу, «привів команду до стічної труби». Але Бурк своєї обіцянки не виконав, і виміняв у Ойлерс трьох перших драфтових гравців 2008 року. На першій же грі між клубами у сезоні 2007—2008 у Хонда-центр, між місцями для менеджерів встановили спеціальне місце для поліцейських, щоб не виникла бійка.

## Склад команди
Основні скорочення:

А — альтернативний капітан, С — капітан
Станом на 16 серпня 2022
Воротарі
| №  | Країна | Гравець     | Хват | Зріст  | Вага   | Дата народження | Місце народження |
| -- | ------ | ----------- | ---- | ------ | ------ | --------------- | ---------------- |
| 36 | США    | Джон Гібсон | Л    | 191 см | 100 кг | 14 липня 1993   | Піттсбург, США   |

Захисники
| №  | Країна | Гравець          | Кидок | Зріст  | Вага  | Дата народження   | Місце народження |
| -- | ------ | ---------------- | ----- | ------ | ----- | ----------------- | ---------------- |
|    | Росія  | Дмитро Куликов   | Л     | 185 см | 91 кг | 29 жовтня 1990    | Липецьк, СРСР    |
| 2  | США    | Джон Мур         | Л     | 190 см | 94 кг | 19 листопада 1990 | Віннетка, США    |
| 3  | Швеція | Йон Клінгберг    | П     | 190 см | 86 кг | 14 серпня 1992    | Гетеборг, Швеція |
| 4  | США    | Кем Фаулер       | Л     | 188 см | 97 кг | 5 грудня 1991     | Віндзор, Канада  |
| 22 | США    | Кевін Шаттенкірк | П     | 183 см | 96 кг | 29 січня 1989     | Нью-Рошелл, США  |

Нападники
| №  | Країна | Гравець            | Кидок | Зріст  | Вага  | Дата народження | Місце народження   |
| -- | ------ | ------------------ | ----- | ------ | ----- | --------------- | ------------------ |
|    | Чехія  | Домінік Сімон      | Л     | 180 см | 86 кг | 8 серпня 1994   | Прага, Чехія       |
| 14 | Канада | Адам Генрік        | Л     | 183 см | 88 кг | 6 лютого 1990   | Брантфорд, Канада  |
| 16 | Канада | Раян Строум        | П     | 185 см | 87 кг | 11 липня 1993   | Міссісага, Канада  |
| 19 | США    | Трой Террі         | П     | 183 см | 84 кг | 10 вересня 1997 | Денвер, США        |
| 33 | Швеція | Якоб Сільверберг А | П     | 186 см | 91 кг | 13 жовтня 1990  | Євле, Швеція       |
| 46 | США    | Тревор Зеграс      | Л     | 183 см | 84 кг | 20 березня 2001 | Бедфорд, США       |
| 77 | США    | Френк Ватрано      | Л     | 180 см | 89 кг | 14 березня 1994 | Іст-Лонгмедоу, США |

## Статистика клубу
Скорочення:

ІЗ — ігор зіграно, В — виграно, П — поразок, Н — нічиї, ПОТ — поразки в овертаймі, ШЗ — шайб закинуто, ШП — шайб пропущено, ШХ — штрафні хвилини
| Сезон   | ІЗ                           | В                            | П                            | Н                            | ПОТ                          | О                            | ШЗ                           | ШП                           | ШХ                           | Сезон                        | Плей-оф |
| 1993-94 | 84                           | 33                           | 46                           | 5                            | —                            | 71                           | 229                          | 251                          | 1507                         | 4, Тихоокеанський            | Участі не брали |
| 1994-95 | 48                           | 16                           | 27                           | 5                            | —                            | 37                           | 125                          | 164                          | 731                          | 6, Тихоокеанський            | Участі не брали |
| 1995-96 | 82                           | 35                           | 39                           | 8                            | —                            | 78                           | 234                          | 247                          | 1707                         | 4, Тихоокеанський            | Участі не брали |
| 1996-97 | 82                           | 36                           | 33                           | 13                           | —                            | 85                           | 243                          | 233                          | 1710                         | 2, Тихоокеанський            | Виграли у чвертьфіналі конференції, 4:3 («Фінікс Койотс») Програли у півфіналі конференції, 0:4 («Детройт Ред Вінгс»)                                                                                        |
| 1997-98 | 82                           | 26                           | 43                           | 13                           | —                            | 65                           | 205                          | 261                          | 1843                         | 6, Тихоокеанський            | Участі не брали |
| 1998-99 | 82                           | 35                           | 34                           | 13                           | —                            | 83                           | 215                          | 206                          | 1323                         | 3, Тихоокеанський            | Програли у чвертьфіналі конференції, 0-4 («Детройт») |
| 1999-00 | 82                           | 34                           | 33                           | 12                           | 3                            | 83                           | 217                          | 227                          | 926                          | 5, Тихоокеанський            | Участі не брали |
| 2000-01 | 82                           | 25                           | 41                           | 11                           | 5                            | 66                           | 188                          | 245                          | 1136                         | 5, Тихоокеанський            | Участі не брали |
| 2001-02 | 82                           | 29                           | 42                           | 8                            | 3                            | 69                           | 175                          | 198                          | 1254                         | 5, Тихоокеанський            | Участі не брали |
| 2002-03 | 82                           | 40                           | 27                           | 9                            | 6                            | 95                           | 203                          | 193                          | 954                          | 2, Тихоокеанський            | Виграли в чвертьфіналі конференції, 4:0 («Детройт») виграли у півфіналі конференції, 4:2 («Даллас Старс») виграли у фіналі конференції, 4:0 («Міннесота Вайлд») програли у фіналі, 3:4 («Нью-Джерсі Девілс») |
| 2003-04 | 82                           | 29                           | 35                           | 10                           | 8                            | 76                           | 184                          | 213                          | 1131                         | 4, Тихоокеанський            | Участі не брали |
| 2004-05 | Сезон відмінено через локаут | Сезон відмінено через локаут | Сезон відмінено через локаут | Сезон відмінено через локаут | Сезон відмінено через локаут | Сезон відмінено через локаут | Сезон відмінено через локаут | Сезон відмінено через локаут | Сезон відмінено через локаут | Сезон відмінено через локаут | Сезон відмінено через локаут |
| 2005-06 | 82                           | 43                           | 27                           | —                            | 12                           | 98                           | 254                          | 229                          | 1462                         | 3, Тихоокеанський            | Виграли в чвертьфіналі конференції, 4:3 («Калгарі Флеймс») виграли у півфіналі конференції, 4:0 («Колорадо Аваланч») програли у фіналі конференції, 1:4 («Едмонтон Ойлерс»)                                  |
| 2006-07 | 82                           | 48                           | 20                           | —                            | 14                           | 110                          | 258                          | 208                          | 1263                         | 1, Тихоокеанський            | Виграли в чвертьфіналі конференції, 4:1 («Міннесота») виграли у півфіналі конференції, 4:1 («Ванкувер Канакс») виграли у фіналі конференції, 4-2 («Детройт») виграли Кубок Стенлі, 4-1 («Оттава Сенаторс»)   |
| 2007-08 | 82                           | 57                           | 27                           | —                            | 8                            | 102                          | 205                          | 191                          |                              | 2, Тихоокеанський            | Програли у чвертьфіналі конференції, 2-4 («Даллас Старс») |

## Лідери

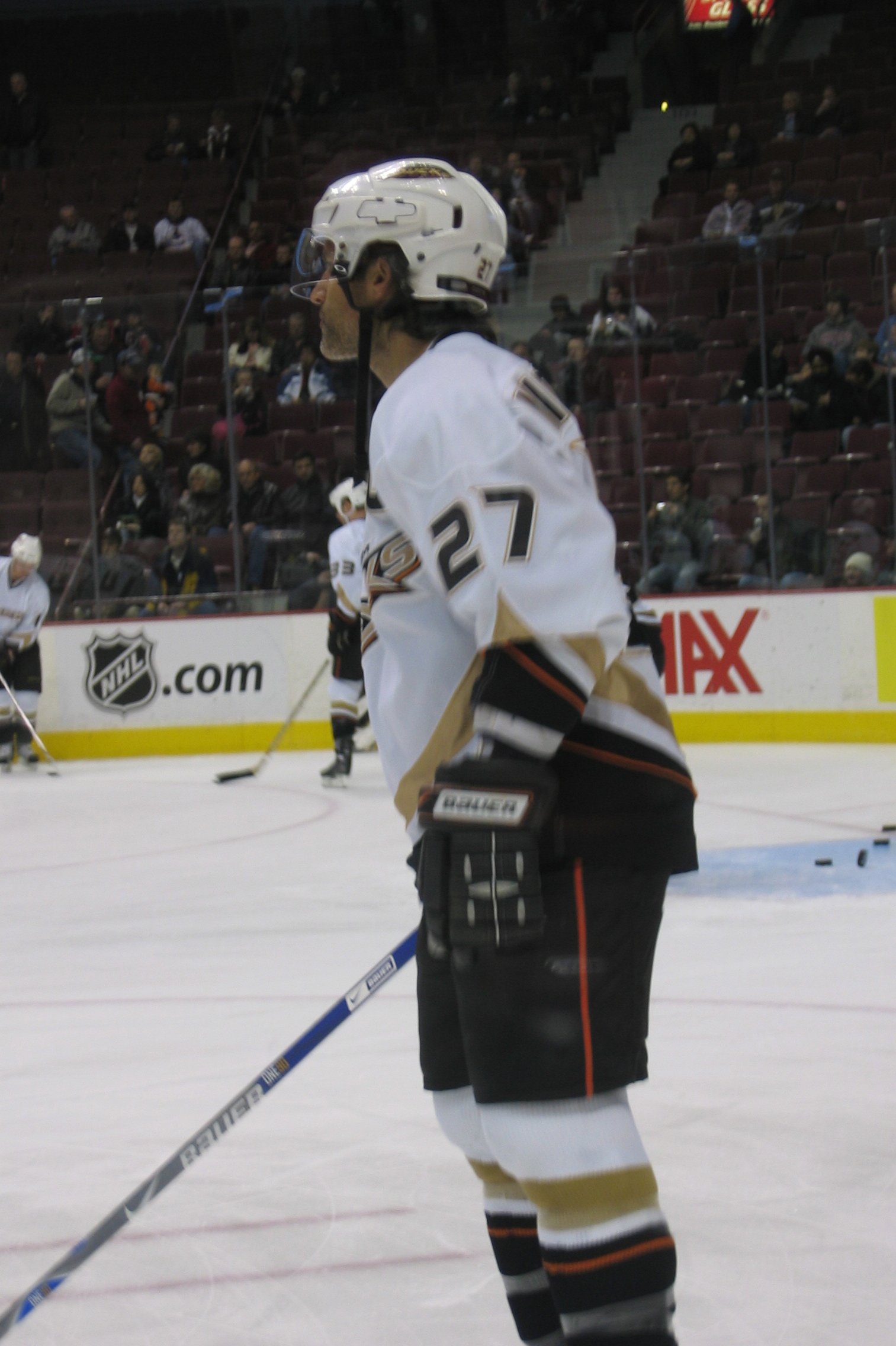
Скот Нідермайєр, володар призу Конна Сміта 2007.

### Капітани
- Трой Лоуні (1993–1994)
- Ренді Ледусер (1994–1996)
- Пол Карія (1996–1998; 1998–2003)
- Теему Селянне (1998)
- Стів Руччін (2003–2005)
- Скотт Нідермаєр (2005–2007)
- Кріс Пронгер (2007–2008)
- Раєн Гецлаф (з 2010)

### Тренери
- Рон Вілсон (1993–1997)
- П'єр Пейдж (1997–1998)
- Крейг Гартсбург (1998–2000)
- Гай Черрон (2000–2001)
- Браєн Мюррей (2001–2002)
- Майк Бебкок (2002–2005)
- Ренді Карлайл (2005–2011)
- Брюс Будро (з 2011)

## Рекорди
Основні скорочення:
 П — Позиція; ІЗ — Ігор зіграно; Г — Голів; А — Асистувань; О — Очки; О/Г — Очок за гру; З — Захисник, ЛК — Лівий крайній, ПК — Правий крайній, Ц — центровий
| Гравець           | П  | ІЗ  | Г   | A   | О   | О/Г  |
| Пол Карія         | ЛК | 606 | 300 | 369 | 669 | 1.10 |
| Теему Селянне     | ПК | 556 | 313 | 353 | 666 | 1.20 |
| Стів Руччін       | Ц  | 616 | 153 | 279 | 432 | .70  |
| Енді Макдональд   | Ц  | 358 | 88  | 155 | 243 | .68  |
| Метт Каллен       | Ц  | 427 | 65  | 135 | 200 | .47  |
| Олег Твердовський | З  | 324 | 45  | 125 | 170 | .53  |
| Марті Макінніс    | ЛК | 272 | 57  | 88  | 145 | .53  |
| Скотт Нідермайєр  | З  | 161 | 28  | 104 | 132 | .82  |
| Майк Леклерк      | ЛК | 291 | 54  | 78  | 132 | .45  |
| Петр Сікора       | ПК | 197 | 64  | 67  | 131 | .67  |

### Індивідуальні досягнення
- Найбільше голів у сезоні: Теему Селянне, 52 (1997–1998)
- Найбільше передач у сезоні: Пол Карія, 62 (1998–1999)
- Найбільше очок у сезоні: Теему Селянне, 109 (1996–1997)
- Найбільше штрафних хвилин: Тодд Юен, 285 (1995–1996)
- Найбільше очок у сезоні, захисник: Скотт Нідермаєр, 69 (2006-07)
- Найбільше очок у сезоні, новачок: Дастін Пеннер, 45 (2006-07)
- Найбільше перемог у сезоні: Жан-Себастьян Жигер, 36 (2006-07)
- Найбільше «сухих» ігор (без пропущених голів) підряд у сезоні: Жан-Себастьян Жигер, 8 (2002-03)

## Досягнення та нагороди

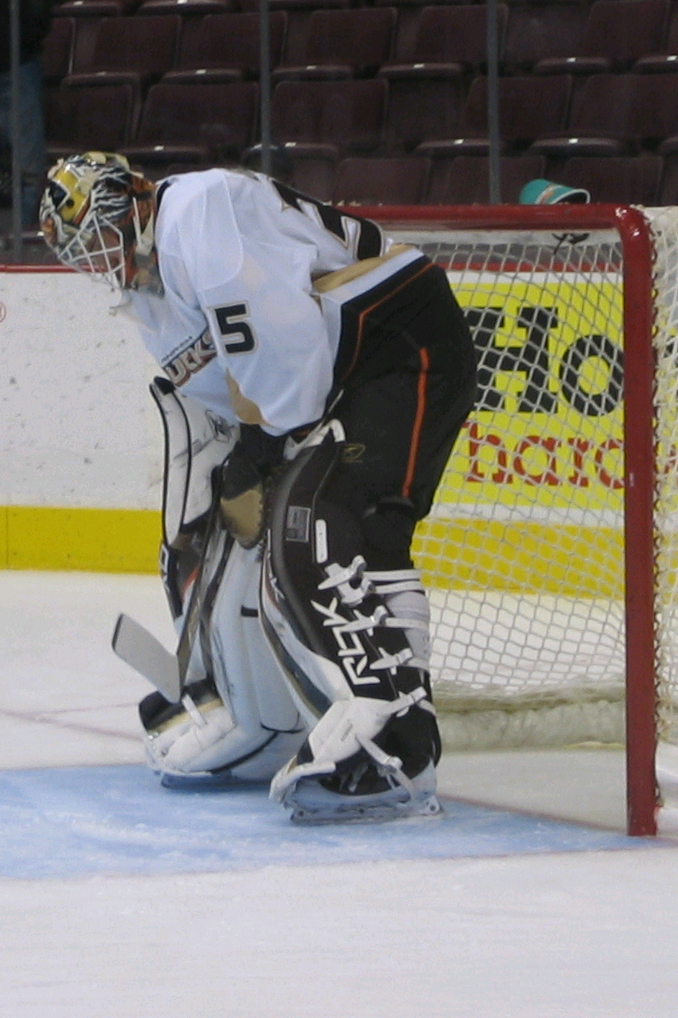
Жан-Себастьян Жигер, переможець Призу Конна Смайта у 2003 році.

Кубок Стенлі
- 2006—2007

Приз Кларенса С. Кемпбела
- 2002—2003
- 2006—2007

Меморіальний приз Білла Мастерсона
- Теему Селянне (2005-2006)

Приз Конна Смайта
- Жан-Себастьян Жигер (2002—2003)
- Скотт Нідермаєр (2006—2007)

Меморіальний приз Леді Бінґ
- Пол Карія (1995—1996)
- Пол Карія (1996-1997)

Приз Моріса Рішара
- Теему Селянне (1998—1999)